# Buikberg
De Buikberg is een straat en helling in de Vlaamse Ardennen in Sint-Kornelis-Horebeke, deelgemeente van de Belgische gemeente Horebeke. De Buikberg ligt tussen de N8 en de kasseien van de Haaghoek.

## Afbeeldingen

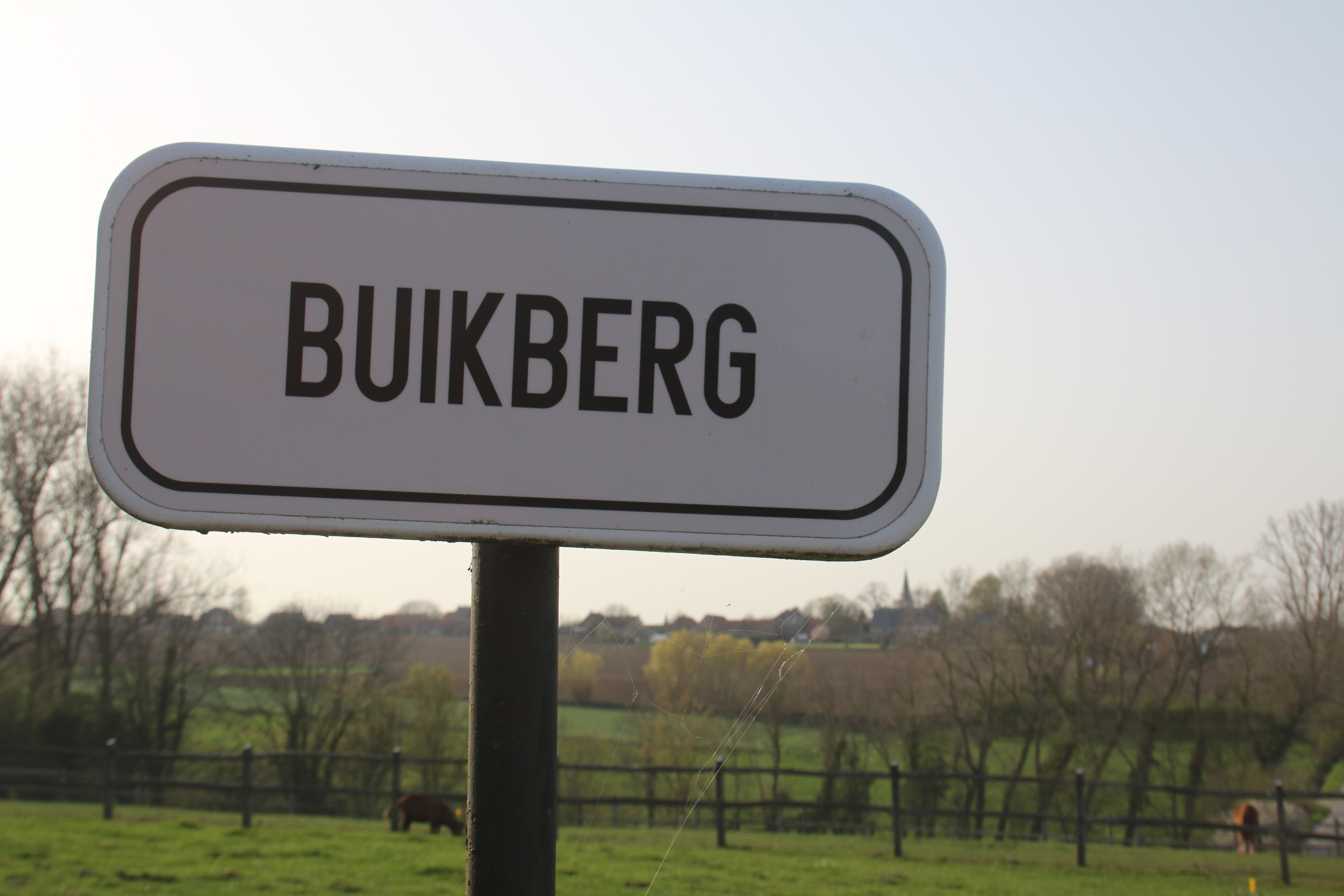
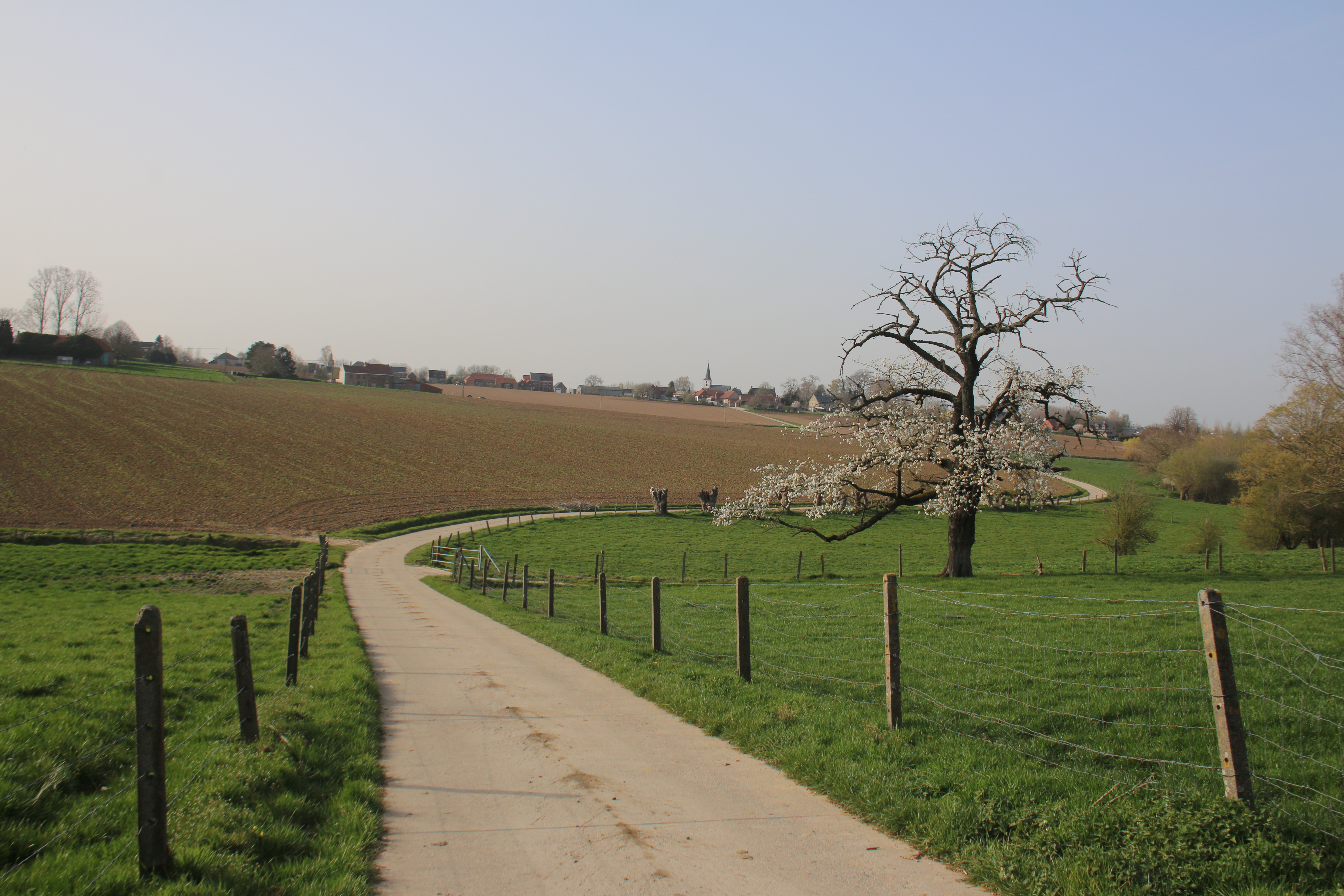